# Skovenes fortællinger
Skovenes fortællinger (russisk: Лесная быль) er en sovjetisk film fra 1926 af Jurij Taritj.

## Medvirkende
- Leonid Danilov som Grisjka
- T. Kotelnikova som Gelka
- Ivan Kljukvin som Andrej
- Mstislav Kotelnikov som Stepan
- L. Dedintsev som Jastrzjemskij